# Jalingo
Jalingo é uma cidade da Nigéria, capital do estado de Taraba. Sua população é estimada em 133.889. 